# Crosville-sur-Douve
Crosville-sur-Douve är en kommun i departementet Manche i regionen Normandie i norra Frankrike. Kommunen ligger i kantonen Saint-Sauveur-le-Vicomte som tillhör arrondissementet Cherbourg. År 2022 hade Crosville-sur-Douve 62 invånare.

## Befolkningsutveckling
Antalet invånare i kommunen Crosville-sur-Douve
| Referens: INSEE |